# Hélio Pinto
Hélio José Ribeiro Pinto dit Hélio Pinto, né le 29 février 1984 à Portimão, est un footballeur portugais. Il occupe actuellement le poste de milieu de terrain.

## Biographie
Formé au Benfica Lisbonne, Hélio Pinto ne réussit pas à s'imposer en équipe première, alors entraînée par José Antonio Camacho. Il ne joue que 28 minutes avec son club formateur, en tant que remplaçant lors de trois matchs en 2003.
Il est alors transféré au Séville FC, mais il ne joue qu'avec l'équipe réserve. Toutefois, pour se relancer, il est prêté à l'Apollon Limassol à Chypre où il s'impose comme titulaire régulier et où il remporte sa première compétition, le championnat 2005-2006. 
Il est alors repéré par le club rival de l'APOEL Nicosie qui décide de l'acheter.
Il devient l'un des piliers du milieu de terrain de l'APOEL, devenant l'un des joueurs de champs les plus utilisés par l'entraîneur. Il s'illustre avec le club en remportant sept trophées en cinq ans de présence et notamment en se qualifiant pour les quarts de finale de la Ligue des champions en 2011-2012.
En juin 2013, alors qu'il est en fin de contrat avec l'APOEL, il s'engage avec le Legia Varsovie, club polonais.

## Palmarès
Apollon Limassol
- Champion de Chypre : 2006

 APOEL Nicosie
- Champion de Chypre : 2007, 2009, 2011 et 2013
- Vainqueur de la Coupe de Chypre : 2008
- Vainqueur de la Supercoupe de Chypre : 2008, 2009 et 2011

 Legia Varsovie
- Championnat de Pologne : 2014
- Coupe de Pologne : 2015